# Lijst van heren van Domburg
Heer van Domburg zijn geweest Wolfert VI van Borselen, die op 1 mei 1477 de stad Domburg van Maria van Bourgondië, gravin van Holland en Zeeland, in eeuwigdurend erfleen ontving, en zijn rechtsopvolgers totdat in 1848 in Nederland de laatste heerlijke rechten werden afgeschaft. Domburg was een hoge heerlijkheid en dat bracht mee dat er op het duin een galg kon worden gezet en dat de heer het recht toekwam de baljuw te benoemen alsmede andere leden van het stadsbestuur zoals de schepenen en de secretaris. Ook kwamen de heer zulke rechten toe als het windrecht en het strandrecht.
Heer, soms vrouwe van Domburg waren achtereenvolgens:
- Wolfert VI van Borselen (1477-1487). Zijn vader Hendrik II van Borselen die reeds Veere bezat had Domburg met Westkapelle en Vlissingen in 1453 in pand ontvangen in verband met een geldlening aan Filips de Goede. Omdat deze lening kennelijk niet werd terugbetaald, ontving Wolfert van Borselen tegen bijbetaling alle drie de steden in eeuwigdurend erfleen.
- Anna van Borselen (1487-1518). Zij erfde Domburg van haar vader.
- Adolf van Bourgondië (1518-1540). Was de zoon van Anna van Borssele en een bastaard van Bourgondië.
- Maximiliaan van Bourgondië (1540-1558). Hij erfde Domburg van zijn vader. Hij was stadhouder van Holland, Zeeland en Utrecht en als dank voor zijn diensten verhief keizer Karel V Veere tot markiezaat. In het Domburgse stadhuis bevond zich een schilderij van de lokale rederijkerskamer van de 'Domme burgers' waarop zijn wapen was afgebeeld.
- Koning Filips II van Spanje en graaf van Zeeland (1567-1581). Filips kocht Domburg uit de insolvente boedel van de vorige eigenaar. In Domburg vertoonde hij zich nooit, maar zond wel zijn rentmeester Philibert van Serooskerke langs die Domburg een aanzienlijke som gelds afhandig maakte die moest worden voorgeschoten uit de kas van het Gasthuis voor de armen.
- Willem van Oranje (1581-1584). Nadat de vorige eigenaar het in Zeeland verbruid had werden Domburg, Westkapelle, Vlissingen en Veere ten bate van het land verkocht aan Willem van Oranje van wie de opvolger zich nog steeds markiezin van Veere en Vlissingen noemt. Het is de baljuw van Veere die in Domburg de honneurs voor de prins waarnam als deze op 17 september 1581 werd ingehuldigd. In 1562 had de prins van 'Araijngen' Domburg zonder veel poespas al eens aangedaan.
- Maurits van Oranje (1584-1625). 'Zijne excellentie' kwam in 1586 naar Domburg en in mei 1588 wel driemaal toen hij kennelijk langer op Walcheren verbleef.
- Frederik Hendrik van Oranje (1625-1647). 'Mevrouw de prinses van Oranje' Amalia van Solms bezocht Domburg in 1635 en in 1644 in welk jaar ze uitgebreid werd gefêteerd in het huis van de baljuw aan de Zuidstraat.
- Willem II van Oranje (1647-1648). Hij verkocht Domburg en Westkapelle aan de Middelburg.
- De stad Middelburg (1648-1679). Burgemeester Hendrick Thibaut was verantwoordelijk voor de koop van beide steden voor de als aanzienlijk te hoog ervaren som van f 213.000. 'Hij heeft de stad gebracht op ondragelijke lasten .. met die sotte coopinge' wordt er gepamfletteerd. Als de heerlijkheden door Middelburg weer van de hand worden gedaan brengen zij nog maar f 52218 op. Thibaut liet intussen de stad op zijn eigen naam zetten, zodat hij zelf als heer fungeerde. Hij is echter als heer van Aagtekerke in de kerk aldaar begraven. Waarschijnlijk heeft hij zijn invloed in het ambacht Domburg aangewend om Aagtekerke een eigen bestuur en heer te geven.
- Edualdus van de Perre (1679-1685). Hij kocht de stad en heerlijkheid Domburg van Middelburg.
- Adriaan van de Perre (1685-1688).
- Johan Cau (1688-1709). Deze bewindhebber van de Oostindische Compagnie kocht Domburg van de erfgenamen van de vorige heer. Hij heeft zich daarna zeer verwikkeld in Westkappelse kwesties. Over het eigendom van de duinen en het strandrecht in het grensgebied van beide plaatsen voerde hij tot in hoogste instantie processen tegen de heer van Westkapelle. Ook met die van Veere had hij niet veel op. Hij meende niet ondergeschikt te zijn aan Veere vanwaar hem vaak instructies van de hogere overheid bereikten.
- Johan Cau (1709-1721). Een burgemeester van Zierikzee.
- Quirina Suzanna Cau (1721-1722).
- Maria Magdalena Cau (1722-1728).
- Johan Cau (1728-1732).
- Ewout van Dishoek (1732-1744). Hij kocht Domburg van Johan Cau en liet zich een mooie buitenplaats aanleggen die 't Hof van Domburg werd genoemd. Hij stichtte de herberg Het Schuttershof die een belangrijk logement zou worden in de 19e-eeuwse badplaats Domburg. Hij kocht het huis met hofstede Klein Vlaanderen waarin een in Ierland geboren echtpaar een sitsdrukkerij begon die een exclusief octrooi kreeg voor Zeeland, maar al na twee jaar ter ziele ging. Zijn vermogen had hij verdiend in India waar hij in 1712 opperhoofd was van de handelspost Cassembasar en van 1717-1722 directeur van heel Bengalen. Daarna is hij raad van Indië en komt als admiraal van de retourvloot in 1725 vanuit Bantam terug naar Nederland. Brieven van hem zijn bewaard gebleven over zulke kwesties als een Armeniër in Calcutta, de Souba Jaffarchan, die wel een lokale baljuw geweest zal zijn, en het verschijnen van een Oost-Indiëvaarder onder keizerlijke vlag op de Ganges. Het zal hem dus meegevallen zijn om met baljuw, secretaris en kerkeraad in Domburg te onderhandelen. Volgens Kesteloo liet hij een nieuwe secretaris stevig voor zijn positie betalen en leende hij zonder betaling van rente of aflossing uit de kas van de gemeente. Hij was ook eigenaar van het slot Ter Hooge bij Middelburg.
- Adriana van Dishoeck (1744-1749).
- Ewout van Dishoeck (1749-1750).
- Adriaan van Dishoeck (1750-1752).
- Anthonie Pieter van Dishoeck (1752-1767).
- Anthonie Ewout van Dishoek (1767-1808).
- Wilhelmina Carolina van den Brande, weduwe van A.K.C. Slicher (1817-1826). Zij kocht Domburg van de erfgenamen van de vorige eigenaar. Zij woonde toen al langdurig op het kasteel Westhove dat zij in 1796 had geërfd van een nicht. Haar echtgenoot gedroeg zich in Domburg kennelijk al als heer. In 1801 schonk hij de kerk een orgel dat eerst op kasteel Westhove was gebruikt voor de godsdienstuitoefening.
- Johan Jacob Slicher (1826-1848). Hij verkocht het kasteel Westhove. In 1837 legde hij de eerste steen voor het Badpaviljoen. Hij overleed in 1880 en noemde zich ook na 1848 Slicher van Domburg, waarbij onduidelijk is of daar een naamswijziging aan ten grondslag lag.

Kesteloo noemde in 1913 nog als ambachtsvrouwe:
- Douairière van Pallandt-geb. Slicher van Domburg. Dit zal wel hiermee te maken hebben dat zij nog eigenaresse was van stukken duingrond waarvan zij in 1912 een deel voor de Badhuisweg door bemiddeling van haar rentmeester A.M. Tak aan de gemeente had overgedragen.